# Adam Duncan
Pour les articles homonymes, voir Duncan.
Adam Duncan, 1er vicomte Duncan de Camperdown, ou encore Lord Duncan (Lundie, Angus, Écosse 1er juillet 1731 – 4 août 1804),  fut un amiral britannique qui remporta une victoire éclatante sur la flotte hollandaise lors de la bataille de Camperdown en 1797.
Il commanda de 1795 à 1800 comme vice-amiral la station de la mer du Nord, surveilla activement les côtes de Hollande, et remporta le 11 octobre 1797 sur l'amiral hollandais De Winter, près du cap Camperdown (nord de Haarlem) une victoire qui lui valut le titre de vicomte de Camperdown et la dignité d'amiral du Pavillon blanc.